# Sinagoga Ortodoxă din Brașov
Sinagoga Ortodoxă din Brașov este un lăcaș de cult evreiesc din municipiul Brașov, Str. Castelului nr. 64. Ea a fost construită în anul 1924 în stil maur. Cealaltă sinagogă din Brașov, Sinagoga Neologă, construită în 1899-1901, se află pe Str. Poarta Șchei la nr. 29.

## Comunitatea evreiască din Brașov
Comunitatea evreilor din Brașov a fost înființată oficial în 1826. Restricțiile impuse de statutele medievale  săsești în privința meseriilor pe care le puteau practica au rămas o vreme un obstacol în calea dezvoltării comunității, dar cu toate acestea numărul evreilor din Brașov a crescut constant, de la 769 în anul 1890, la 6.000 în 1940.
Comunitatea s-a divizat în 1877 într-una de rit ortodox (tradiționalist) și una de rit neolog, fiecare construindu-și propriul lăcaș de cult. Ambele sinagogi există până în prezent.
În  perioada holocaustului, după anii primelor legislații antisemite  începând din 1937 au urmat lunile crâncene ale  guvernului național-legionar, în 1941 sinagoga ortodoxă fiind devastată de legionari. Brașovul nu a fost inclus în  zona cedată Ungariei la Dictatul de la Viena din 1940, rămânând parte din Regatul Român, lucru care i-a scutit pe evreii locali de exterminarea în masă din teritoriile conduse de Horthy și la sfârșit de  Szálasi.
După război o bună parte a evreilor din Brașov a emigrat spre Palestina (din mai 1948, Israel), numărul lor scăzând constant în deceniile regimului comunist, astăzi numărând doar puține sute.

## Istoric
Comunitatea evreilor din Brașov s-a divizat în 1877 în evreii de rit ortodox (tradiționalist) și cei de rit neolog. Evreii din cele două rituri și-au construit propriile lăcașe de cult. 
Sinagoga Ortodoxă din Brașov a fost construită în anul 1924 ca lăcaș de cult al credincioșilor mozaici de rit ortodox (tradiționalist), pe o suprafață de 365 m². Pe lângă sinagogă, funcționau o baie ritualică și un cimitir central (pe str. Cloșca). Ea a funcționat până la cel de-al doilea război mondial, când a fost devastată de către legionari în 1941.
Stilul de construcție al sinagogii este stilul maur, ea având o fațadă frumos ornată cu un mozaic de ceramică cu motive de plante și doi lei care sprijină o menoră. Deoarece în cultul mozaic este permisă folosirea figurilor animale, prezența mozaicului cu cei doi lei deasupra intrării face ca sinagoga să fie o raritate din acest punct de vedere.
În lista sinagogilor din România publicată în lucrarea Seventy years of existence. Six hundred years of Jewish life in Romania. Forty years of partnership FEDROM – JOINT, editată de Federația Comunităților Evreiești din România în anul 2008, se preciza că Sinagoga Ortodoxă din Brașov nu mai era în funcțiune. 
În prezent sinagoga este dezafectată, ea fiind folosită ca depozit. Clădirea necesită lucrări de consolidare .